# 이세 (성한)
이세(李勢, ? ~ 361년, 재위 : 343년 ~ 347년)는 오호 십육국 시대 성한(成漢)의 마지막 황제이다. 나라가 멸망하였기 때문에 시호를 받지 못하였다. 역사가들은 흔히 성한 후주(後主)라고 부른다.

## 생애
이세는 이수(李壽)의 맏아들로 343년에 이수의 뒤를 이어 황제에 즉위하였다. 이세는 아들이 없었기 때문에 동생인 이광(李廣)이 황태제(皇太弟)가 되기를 원하였다. 이에 345년에 마당(馬當)·해사명(解思明) 등이 이광을 황태제로 삼기를 권하였으나 이세는 허락하지 않았다. 이세는 마당 등이 이광과 모의하였을 것이라 의심하고 이들을 잡아 죽이고 이광을 체포하여 작위를 깎았다. 이에 이광은 자살하였다. 346년에는 이혁(李奕)이 모반을 일으켜 성도를 습격하였으나 실패하고 전사하였으며, 촉의 산악 지대에 살던 요족(獠族)이 평지로 이주하여 분쟁을 일으키는 등 혼란이 계속되었다. 이세는 교만하고 음란하여 국정을 돌보지 않고 궁중에 틀어박혀 중요 신료들을 만나지 않았다. 또한 아첨하는 근신들을 총애하고 형벌을 사사롭게 실시하는 등 폭정을 펼쳤다.
346년 11월, 동진(東晉)의 환온(桓溫)이 침입하였다. 이세는 환온의 침략에 맞서 347년 2월에 대군을 편성하여 맞서게 하였다. 제장들은 요충지를 점거하고 방어 작전을 펼칠 것을 권하였으나 전장군(前將軍) 이잠견(李昝堅)은 정면 승부를 위해 진격하였다. 그러나 환온은 팽모(彭模)에서 군사를 추스려 주력을 이끌고 성도로 진격하였으며, 길이 엇갈린 것을 깨달은 성한군은 다시 환온의 뒤를 쫓았으나 동진군이 성도 근방에 진을 친 것을 보고 전의를 상실하여 와해되었다. 이세는 남은 군대를 동원하여 동진군을 공격하여 한때 승세를 잡았으나 곧 반격을 당하여 크게 패배하였다. 밤을 틈타 성도를 탈출한 이세는 곧 항복하였다.
항복한 이세는 건강(建康)으로 보내져 귀의후(歸義侯)에 봉해졌으며, 361년까지 동진에서 살다가 사망하였다.
| 전 대 이수(李壽) | 제5대 성한 황제 343년 ~ 347년 | 후 대 - |